# Аналізатори
Аналіза́тори — складні нервові механізми вищих тварин і людини, що здійснюють сприймання й аналіз подразнень з зовнішнього і внутрішнього середовища. 
Поняття аналізаторів, запроваджене в фізіологію І. П. Павловим, ширше, ніж термін «органи чуття». 
Аналізатор — єдина функціональна система, до якої, крім периферичного чутливого утвору (рецептора), що сприймає певні подразнення, входять нервові волокна, які передають збудження до центральної нервової системи, а також центр в корі головного мозку, в якому збудження перетворюється у відчуття. 
Аналізатору властива здатність сприймати й розрізняти різноманітні щодо своєї сили й характеру подразнення. 
Діяльність аналізатора людини й тварин нерозривно зв'язана з синтетичною діяльністю їхнього мозку.